# Coppa Agostoni 1981
La Coppa Agostoni 1981, trentacinquesima edizione della corsa, si svolse il 23 agosto 1981 su un percorso di 209 km. La vittoria fu appannaggio dell'italiano Francesco Moser, che completò il percorso in 5h09'45", precedendo il connazionale Gianbattista Baronchelli e lo spagnolo Juan Fernández Martín.

## Ordine d'arrivo (Top 10)
| Pos. | Corridore                | Squadra              | Tempo    |
| ---- | ------------------------ | -------------------- | -------- |
| 1    | Francesco Moser          | Famcucine-Campagnolo | 5h09'45" |
| 2    | Gianbattista Baronchelli | Bianchi-Piaggio      | s.t.     |
| 3    | Juan Fernández Martín    | Kelme                | s.t.     |
| 4    | Silvano Contini          | Bianchi-Piaggio      | s.t.     |
| 5    | Emanuele Bombini         | Hoonved-Bottecchia   | s.t.     |
| 6    | Alfredo Chinetti         | Inoxpran             | s.t.     |
| 7    | Pierino Gavazzi          | Magniflex-Olmo       | s.t.     |
| 8    | Luciano Rabottini        | Santini-Selle Italia | s.t.     |
| 9    | Claudio Corti            | Sammontana-Benotto   | s.t.     |
| 10   | Alessandro Paganessi     | Bianchi-Piaggio      | s.t.     |